# Iosipos Moisiodax
Iosipos Moisiodakas oder Moisiodax (griechisch Ιώσηπος Μοισιόδακας/Μοισιόδαξ; * 1725 in Chernavoda, Walachei; † 1800 in Bukarest) war ein griechischer Lehrer, Schriftsteller und Übersetzer.

## Leben
Iosipos Moisiodax wurde gemäß der Aussage von Rigas Velestinlis in seiner Charta im Dorf Chernavoda am Südufer der Donau geboren. Sein konventionelles Geburtsjahr ist 1725. Über seine Familie und seine frühen Jahre in Chernavoda ist nichts bekannt. Der Name Iosipos wurde ihm gegeben, nachdem er zum Diakon geweiht worden war. Sein weltlicher Name war Ioannis. Einige Autoren vertreten die Ansicht, dass sein Nachname (kein Familienname), Moisodax/Moesiodax („Daker aus Mösien“), auf rumänische oder aromunische Herkunft hinweist. Womöglich wurden ihm die ersten Buchstaben des Wortes in der Walachei oder in Thrakien beigebracht. Möglicherweise stammte er aus einer karamanlidischen Familie. Es besteht jedoch kein Zweifel daran, dass Moisiodax sich selbst als Grieche sah und sich auch als solcher präsentierte.
1752 fand er sich in Thessaloniki wieder, wo er den Unterricht des Gelehrten Iannakos besuchte. 1753 ging er nach Smyrna und bat den Metropoliten von Smyrna, Neophytos, und die Honoratioren der örtlichen Gemeinde um finanzielle Unterstützung mit dem Ziel, zu Studienzwecken in den Westen zu gehen. Aufgrund der Intervention von Dendrinos fand er jedoch keine Unterstützung. In den Jahren 1754 und 1755 war er auf dem Berg Athos und studierte an der Athoniada-Akademie.
Im Jahr 1756 ging er nach Sifnos und Mykonos, wo er wahrscheinlich eine Karriere als Lehrer anstrebte, mit dem Ziel, Geld für Reisen in den Westen aufzutreiben. Seine pädagogische Tätigkeit auf Mykonos ist jedoch nicht bestätigt; Im Gegenteil, er muss ein Jahr auf Sifnos verbracht haben, wo er nach dem Weggang von Stefanos Kyprios die freie Stelle als Lehrer an der öffentlichen Schule der Insel besetzte.

### In Venedig
Nach Sifnos reiste er durch Athen und fand sich 1759 in Venedig wieder. Im Frühjahr desselben Jahres hielt er an den Sonntagen der Fastenzeit Predigten in der Kirche San Giorgio dei Greci gegen ein Honorar von fünfzig Dukaten. Seine Weihe zum Diakon muss vor seiner Reise nach Italien erfolgt sein. Moisiodax ging nach Padua und besuchte zwischen 1759–1760 und 1760–1761 und möglicherweise auch 1762 Kurse an der Medizinischen und Philosophischen Schule (Universita degli Artisti). Mitte 1760 oder spätestens in der ersten Hälfte des Jahres 1761 reiste er nach Wien und zu den griechischen Gemeinden Ungarns, um finanzielle Unterstützung für die Veröffentlichung seiner Übersetzung von Muratoris Moralphilosophie zu erhalten.

### In den Fürstentümern

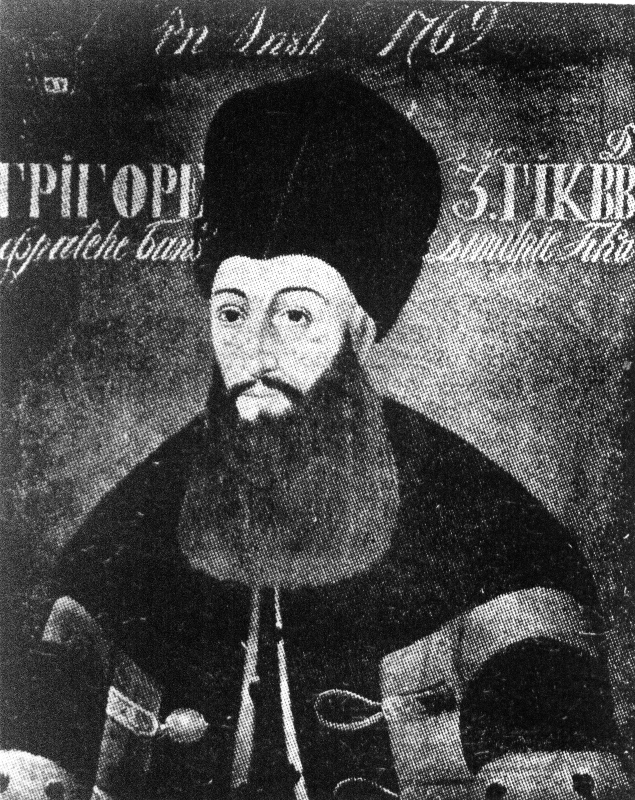
Grigore III. Ghica, Herrscher der Moldau (1764–1767, 1774–1777) und der Walachei (1768–1769), rekrutierte Moisiodax fast als notwendige Kraft zur Umsetzung seines Reformprogramms.

Im Jahr 1765 lud ihn der Herrscher Grigorios Alexandros Gikas nach Moldawien ein, um an dem von ihm geplanten Bildungsreformprogramm mitzuwirken. Moisiodax wurde auf Empfehlung des thessalischen Gelehrten und Arztes Konstantinos Karaioannis eingeladen, aufgrund seiner Studien und des Ruhms, den er nach der Veröffentlichung seiner Moralphilosophie erlangt hatte. Trotz seiner beharrlichen Weigerung wurde er zum Philosophielehrer am neuen Gymnasium von Iași ernannt, was seinen Wunsch zeigte, sich von traditionellen gesellschaftlichen Konventionen und deren Fortbestand zu lösen. Neben seiner Tätigkeit als Schulleiter unterrichtete er Leistungskurse in Mathematik und Physik. Im Juli und August 1765 übersetzte er zur Vorbereitung seiner Vorlesungen André Tacquets Elemente der Geometrie. Er lehrte Philosophie basierend auf der Arbeit von Muratori. Während seiner Zeit als Gelehrter geriet er in einen ideologischen Streit mit einem gewissen geistlichen Gelehrten über den Wert der modernen Philosophie, da dieser die aristotelischen Ansichten in Fragen der Physik unterstützte und Moisiodax beschuldigte, „Lateiner“ zu sein, da er eine europäische Bildung bevorzugte. Die harte Arbeit untergrub seine Gesundheit. Im darauffolgenden Frühjahr erkrankte er an Tuberkulose und gab sein Amt als Schulleiter auf.

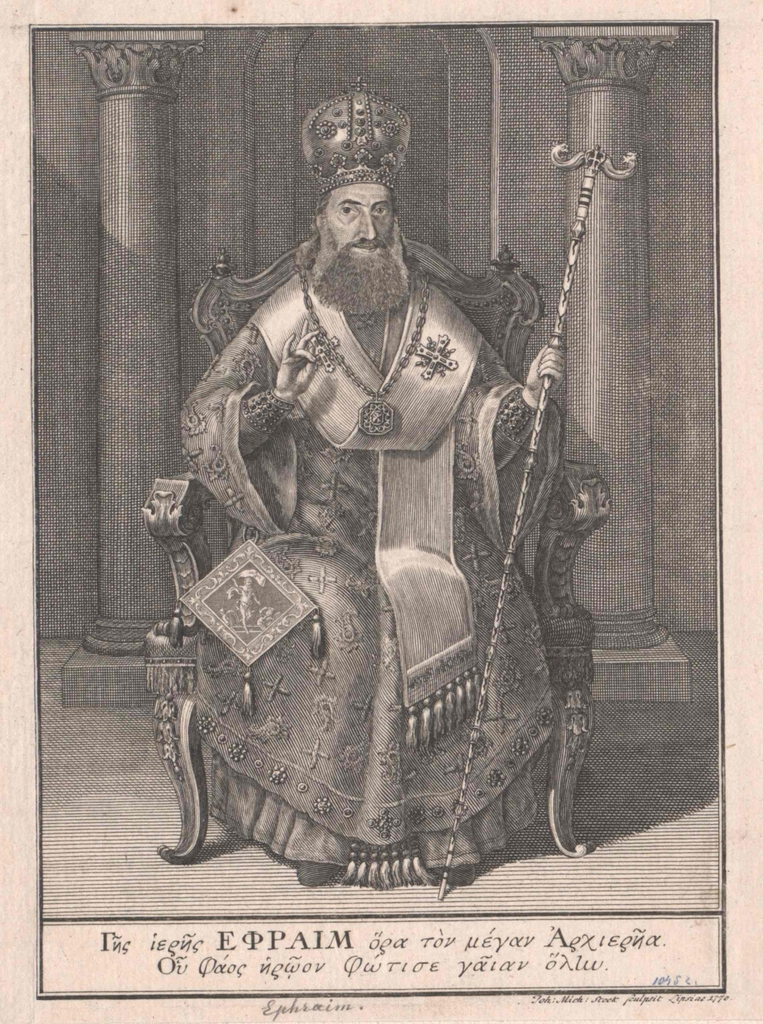
Ephraim II. von Jerusalem. Moisiodax bat ihn um finanzielle Unterstützung für die Veröffentlichung seiner geographischen Abhandlung.

Am Vorabend des Ausbruchs des Russisch-Türkischen Krieges (1768–1774) befand er sich in Bukarest, weiter südlich und wärmer als das „ungesunde Klima“ von Iași. Er verfasste eine geographische Abhandlung und bat den Patriarchen von Jerusalem, Ephraim II., um finanzielle Unterstützung, doch dieser half ihm nicht, entweder wegen des Inhalts des Werks oder wegen seiner überstürzten Abreise aufgrund der Kriegsverhältnisse. Er verdiente seinen Lebensunterhalt mit Privatunterricht in den Häusern von Lords und Adligen der Phanarioten, während er sich dem Studium der Mathematik und Naturwissenschaften sowie dem Schreiben widmete.
Im Jahr 1776 kehrte er nach Iași zurück, um Unterstützung von Grigorios Alexandros Gikas zu suchen, aber auch, weil er nach dem Weggang von Nikiforos Theotokis eingeladen wurde, die Stelle des Schulleiters an der Authentischen Akademie von Iași zu übernehmen. Er unterrichtete vier Monate lang: Seine Vorlesungen fanden täglich statt und wechselten jeden zweiten Tag zwischen den Fächern Mathematik und Geographie. Er hielt 27 Vorlesungen über Geographie und 28 über Arithmetik. Während seiner zweiten Amtszeit als wissenschaftlicher Mitarbeiter etablierte er Neugriechisch als Unterrichtssprache, gab die Methode des Theophilos Korydalleas auf und lehrte Philosophie mit neuen Methoden (Einführung der Mathematik und der positiven Wissenschaften) unter Verwendung von Experimenten und Beobachtungsinstrumenten. In der zweiten Phase seiner Tätigkeit in Iași wurde er von den Trägern der aristotelischen Tradition erneut polemisch kritisiert, und zwar wegen seines Mathematikunterrichts, aber auch wegen seiner sprachlichen Auffassungen, die er mit seiner ethnischen Herkunft in Verbindung brachte. Die subversive Aktion ging von einem seiner Kollegen an der Akademie aus, einem Grammatikprofessor und Befürworter der traditionellen Bildung. Er war daher gezwungen, seinen Rücktritt einzureichen. Doch bevor er ging, veröffentlichte er seine handschriftlichen Lehren und bat seine Schüler, diese als authentische Aufzeichnungen seiner Lehren zu unterschreiben.

### Nach dem Rücktritt
Im Jahr 1777 befand er sich in Brasov am nördlichen Rand der transsilvanischen Alpen, einem wichtigen Handelszentrum. Sein Umzug dorthin spiegelte seine Rückkehr in eine Gesellschaft wider, der er vertraute, nachdem er an den Gerichten der Herrscher enttäuscht worden war. Um seinem Veröffentlichungsprogramm nachzukommen, beginnt er, durch die Gebiete des Habsburgerreichs zu reisen: Er besucht seine Kaufmannsfreunde aus Moskau, Siatistia und Kastoria in Budapest, Ungarn. Auf seinem Weg nach Venedig kam er durch Triest. Er kam Ende 1778 oder Anfang 1779 in Venedig an.

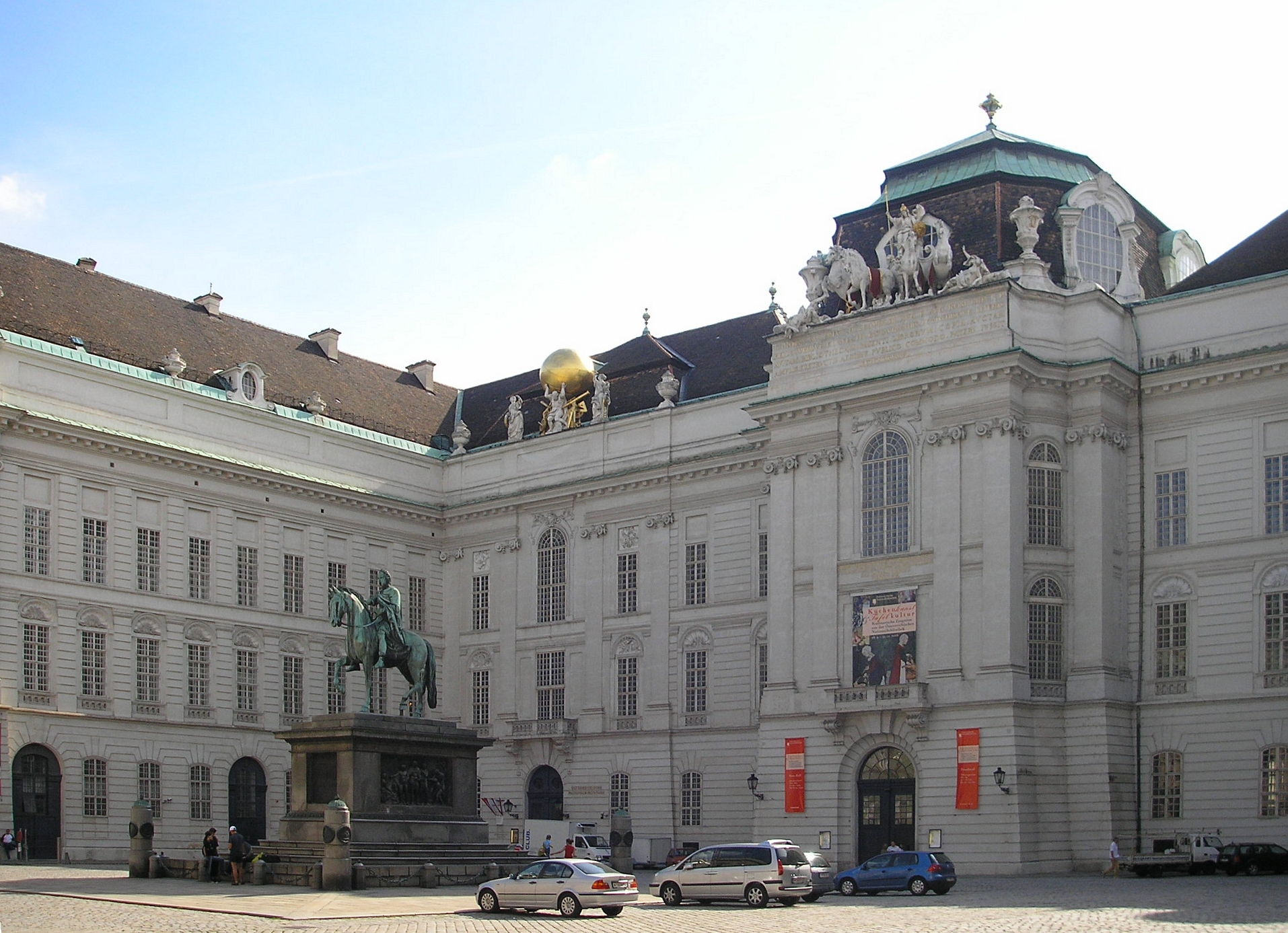
Die kaiserliche Bibliothek Wien am Josefsplatz. Um seine Theorie der Geographie zusammenzustellen, arbeitete Moisiodax systematisch daran. Er erinnert sich charakteristisch an seine Erfahrung: „Dank der kaiserlichen Bibliothek in Wien wurden mir, wann immer ich auf sie stieß, alle gewünschten Bücher bereitwillig und freundlicherweise zur Verfügung gestellt, und ich konnte das gesamte notwendige Material zusammentragen.“

Ab 1780 hielt er sich zwei Jahre lang in Wien auf, wo er in der kaiserlichen Bibliothek Österreichs Studien durchführte und seine Apologie druckte. Die letzten acht Monate seines Aufenthalts in Wien waren der Vorbereitung der Veröffentlichung seines Werkes „Theorie der Geographie“ gewidmet.

### Rückkehr in die Fürstentümer

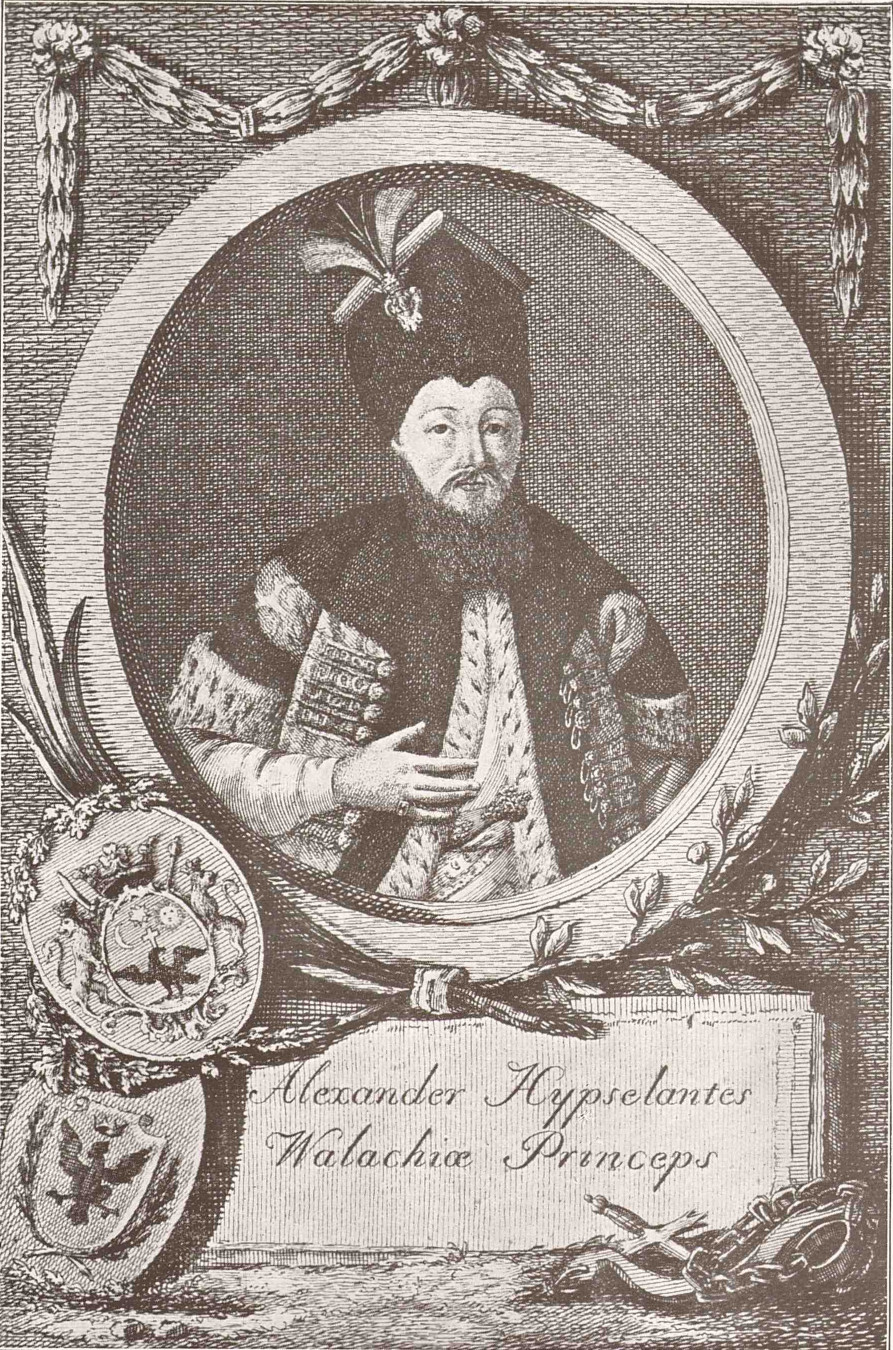
Alexander I. Ypsilantis (1726–1806), Herrscher der Walachei (1774–1782, 1796–1797) und der Moldau (1786–1788), Beschützer von Moisiodax in der letzten Phase seines Lebens. Kupferstich vom Ende des 18. Jahrhunderts.

Nach Wien kehrte er eilig nach Bukarest zurück und arbeitete als Lehrer für die Söhne des Herrschers (μπεϊζαντέδων) der Walachei, Alexander Ypsilantis, bis er aus dem Amt des Fürsten (Gospodar) der Walachei fiel. 1784 befand er sich in Bukarest, wo er das Werk „Physiologische Notizen“ veröffentlichte. Seine Spuren haben sich seitdem verloren. Es gibt jedoch die Aussage von Villoison, der bei seinem Besuch des Berges Athos und des Klosters Vatopedi einen Mönch namens Joseph traf, Konstantinos Dimaras mit Moisiodax identifiziert. Paschalis Kitromilidis ist jedoch der Ansicht, dass dies nicht der Fall ist. Im Jahr 1797 kehrte er zwischen März und Dezember mit einem Gehalt von 50 Talern an die Bukarester Akademie zurück. Seine Rückkehr in die Lehrtätigkeit war das Ergebnis der Gunst von Alexander Ypsilantis.

### Sein Ende
Das Jahr seines Todes ist nicht genau bekannt. Georgios Zaviras, der biografisches Material über die griechischen Gelehrten des Osmanischen Reiches um 1790–1804 sammelte, erwähnt, dass Iosipos noch in – für damalige Verhältnisse – hohem Alter in Bukarest lebte. Später datiert Hermes o logios das Ende des Iosipos auf das Jahr 1800, als er 75 Jahre alt war.

## Einflüsse
Sein Eintritt in das griechische Bildungssystem bestimmte den Inhalt seiner Identität: Durch ihn erfuhr er seine kulturelle Differenzierung. Das Ausmaß und der Umfang seiner Assimilation des griechischen Bildungssystems wurden durch seine späteren Handlungen und seine Karriere deutlich: Er widmete sich dem Wiederaufbau des griechischen Bildungssystems. Wie Mario Vitti betont, „sehen wir bei Moisiodax einen Bulgaren, der nicht mehr in seinem eigenen untergeordneten nationalen Raum aktiv ist, sondern im griechischen.“ Eine seiner wichtigsten Inspirationsquellen war der Kreis seiner Klassenkameraden in Athonia: Christodoulos Pamblekis, Sergios Makraios, Athanasios Parios, Kosmas von Ätolien. Während seines Studiums an der Universität Padua blieb er nicht unbeeinflusst von seinen Professoren, die ihn zum Studium der Naturwissenschaften führten. In seinem Werk „Pädagogik“ ist seine Abhängigkeit von John Lockes pädagogischer Abhandlung „Einige Gedanken über Erziehung“ deutlich: in der Art und Weise, wie er die Themen und Ideen diskutiert, aber auch in der Tatsache, dass er oft Teile der pädagogischen Abhandlung des englischen Philosophen übersetzt.

## Einflüsse und Wirkung von Moisiodax
Moisiodax’ Einfluss auf Rigas’ intellektuelle Arbeit liegt in der Verlagerung seines Interesses in Richtung Physik und Geographie. Rigas‘ Werk, ein Meisterwerk der Physik für die eifrigen und fleißigen Griechen, ist durchdringend von Moisiodax beeinflusst. Rigas‘ kartografische Veröffentlichungen stellen eine Anwendung der pädagogischen Notwendigkeit dieser Wissenschaft dar, wie Moisiodax sie in seiner Theorie der Geographie dargelegt hatte. Schließlich beeinflusst es auch Rigas' sprachliche Ansichten und den einfachen Stil, den er annimmt.
Kodrikas‘ Interesse an Fontenelles Werk „Entretiens sur la pluralité des mondes“ (Interviews über die Pluralität der Welten), das er übersetzte und veröffentlichte, war eine Folge der einschlägigen Erwähnung des Werks durch Moisiodax in seiner Apologie. Die geographischen Interessen von Konstantas und Philippides, wie sie in der „Moderne Geographie“ zum Ausdruck kommen, sind das Ergebnis der Förderung durch Moisiodax. Die Autoren der Arbeit folgen den Ratschlägen von Moisiodax hinsichtlich der Wahl der sprachlichen Konvention und des methodologischen Empirismus, der sie auszeichnet. Ihre Arbeit umfasst die politische Geographie, das Gebiet, das Moisiodax zufolge auch andere kultivieren sollten. Philippides' Übersetzung von Lalandes „Astronomie“, einem Werk, das erstmals von Moisiodax vorgestellt wurde, versetzt Philippides in die intellektuelle Welt von Moisiodax, der auch als erster das Werk des französischen Mathematikers Abbé de La Salle „Über Kegelschnitte“ vorstellte, das von Spyridon Asanis übersetzt wurde.
Zudem könnten Moisiodax’ politische Überzeugungen als Privatlehrer zwei Söhne Konstantin Ypsilantis’, Alexander und Dimitrios, in ihrer Entscheidung beeinflusst haben, 1821 den Griechischen Unabhängigkeitskrieg anzuführen.

## Vorstellungen von Sprache
Moisiodax war einer der ersten Denker, die für die Etablierung des Neugriechischen als nationale Bildungssprache kämpften. Seine Argumente waren pädagogischer und soziologischer Natur. Im Jahr 1761 befasste er sich in seiner Übersetzung des Werks „Moralphilosophie“ des italienischen Philosophen L. A. Muratori (Ludovico Antonio Muratorri) mit der sprachlichen Frage und sprach über den gemeinsamen Stil, den er, angemessen gepflegt, für jedes Wissensgebiet für geeignet hielt.

## Seine philosophische Reflexion
Moisiodax wendet sich gegen die scholastische Tradition der aristotelischen Logik und Metaphysik, propagiert aber gleichzeitig die moderne Mathematik und empirische Wissenschaft als Grundvoraussetzung für die Entwicklung einer fundierten Philosophie, also des Rationalismus.

## Moisiodax als Wissenschaftler
Die Veröffentlichung seiner geographischen Abhandlung zeigt, dass er den Bereich der abstrakten mathematischen Reflexion verlässt und sich auf das Gebiet der empirischen Forschung begibt. Durch Überzeugungskraft und eine solide Fundierung seiner Positionen, aber auch durch die Unterscheidung zwischen wissenschaftlichen Erkenntnissen und Religion wird die richtige wissenschaftliche Methode umgesetzt. Die geeignetsten Techniken hierfür sind die Induktion bei der logischen Verarbeitung des Materials und der Empirismus bei der Deduktion von Daten.

## Moisiodax als Pädagoge
Moisiodax beschränkte sich nicht darauf, Meinungen zur Bildungsreform zu äußern, sondern verknüpfte die Bildung mit der Gesellschaft seiner Zeit und machte Beobachtungen soziologischen Inhalts. Die Grundprinzipien seines Plans waren die vollständige Überarbeitung des Lehrplans der griechischen Schulen, die Einführung des einfachen Neugriechischen als Unterrichtssprache, die Aufgabe des Unterrichts patristischer Texte, die rationale Vermittlung antiker griechischer Texte, die Abschaffung der Unterhaltungsmethode, die Einführung des Fremdsprachenunterrichts und schließlich die Vereinfachung und Rationalisierung des Unterrichts auf der Grundlage der Gesundheitsphilosophie. „Moisiodax hat nicht die Absicht, ein pädagogisches System zu entwerfen, sondern ist bestrebt zu zeigen, wie notwendig eine Erziehung anderer Art ist, im Vergleich zu der, die bis dahin vorherrschte [...]“ Für Moisiodax ist die Pädagogik eine Methode im kartesischen Sinn: als Programmierung einer Reihe logischer Prozesse. Pädagogik besteht nicht darin, dem Kind Wissen zu vermitteln, sondern ihm beizubringen, wie man lernt.

## Schreib- und Übersetzungsarbeiten
1761 übersetzte er Ludovico Antonio Muratoris Werk Moralphilosophie, das 1761 in der venezianischen Druckerei von Antonios Vortoli veröffentlicht wurde. Das Werk wurde von ihm als Lehrhandbuch an der Authentischen Akademie von Iași verwendet und war das erste Mal, dass ein Text der modernen Philosophie in das Lehrprogramm der Authentischen Akademien aufgenommen wurde.

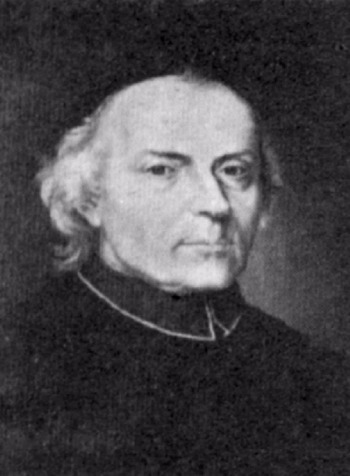
Ludovico Antonio Muratori (1672–1750) in einem Ölgemälde eines anonymen Malers aus dem späten 18. Jahrhundert. Museum von Rom, Rom. Sein Werk Moralphilosophie wurde 1760–1761 von Moisiodax übersetzt.

Im Jahr 1765 übersetzte er André Taquets Werk „Elemente der Geometrie“, ein Werk, das aus seiner Studienzeit in Athonias und aus den dortigen Traditionen von Voulgaris bekannt war. Die Übersetzung wird für den Unterrichtsbedarf an der Akademie von Iasi verwendet. Als er um 1767 nach Bukarest zog, verfasste er eine erste Form einer geographischen Abhandlung mit dem Titel „Theorie der Geographie“ von Iosipos Moisiodax. Im Jahr 1767, 15. September. In Bukarest, Walachei. Sie wird ihren Text unterrichten, wenn sie an die Akademie von Iasi zurückkehrt.
Nach seiner Rückkehr nach Iași widmete er sich der Übersetzung des Mathematischen Pfades von Abbé Nicolas Louis de Lacaille, da er diesen für geeigneter hielt als den von Taquet.

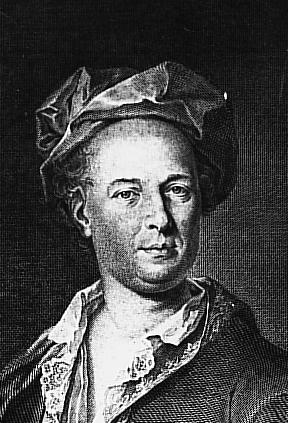
Johann Thomas von Trattner (1717–1793), der Herausgeber von Moisiodax in Wien.[56] Kupferstich von G. E. Mansfeld (J. E. Mansfeld, 1781) nach einem Gemälde von Josef Hickel (1770). Porträtsammlung – Fotoarchiv, Österreichische Nationalbibliothek, Wien.

Im Jahr 1779 druckte er in der griechischen Druckerei von Demetrios Theodosios in Venedig die kurze Broschüre zur politischen Theorie mit dem Titel „Eine Variation der Rede an Nikokleas über die Herrschaft des Isokrates oder politische Hauptstädte“. Es handelt sich um die Rede des Isokrates an Nikoklea in einer neugriechischen Paraphrase mit französischer Übersetzung und einem kurzen Prolog und Epilog. Mit diesem Werk wollte er seinen Zeitgenossen die zwingende Mission des Herrschers verdeutlichen.
Im selben Jahr druckte er in der griechischen Druckerei von Nikolaos Glyky die Abhandlung über die Erziehung von Kindern oder die Pädagogik. Es handelte sich um eine Darstellung der Prinzipien und Methoden einer angemessenen Pädagogik, wie sie nach Ansicht von Moisiodax in griechischen Schulen eingeführt werden sollte. 1780 druckte er den ersten Teil seiner Apologie in Wien in der kaiserlichen Druckerei von Johann von Trattner. Er kündigt den zweiten Teil an, veröffentlicht ihn jedoch nie, da das Manuskript nie gefunden wurde. Dies ist kein einzelner Text. Abgesehen vom Prolog und einem ausführlichen einführenden Essay, in dem er seine grundlegenden philosophischen Ansichten und die Gründe darlegt, die ihn zur Veröffentlichung seines Werkes veranlassten, besteht das Buch aus einer Reihe seiner früheren Texte, chronologisch zwischen 1765 und 1777 angesiedelt. Im Jahr 1781 veröffentlichte er „Die Theorie der Geographie“, eine Überarbeitung des Manuskripts von 1767, die auf den Erkenntnissen der jüngsten geographischen Forschung und der Untersuchung von Karten und Manuskripten basiert. Das Buch erörtert die Grundbegriffe der mathematischen Geographie und stellt im Anhang die Methoden der Zeitmessung und die Parameter der Kalenderumstellung durch Papst Gregor XIII. vor. Im selben Jahr kündigt er die Veröffentlichung seines Werkes „Astronomie nach den modernen Maßstäben“ an. Im Jahr 1784 veröffentlichte er in Bukarest sein letztes Werk, Physiologische Notizen.

## Würdigung seines intellektuellen Beitrags
Moisiodax war der erste, der die kulturellen Fragen, die durch den Streit zwischen denjenigen aufgeworfen wurden, die die Überlegenheit der kulturellen Errungenschaften der Antike einerseits und die Überlegenheit der modernen Welt andererseits vertraten, zu einem Thema öffentlicher Debatten im Rahmen des griechischen Bildungswesens machte. Als Wissenschaftler übertrifft er den damaligen Durchschnitt des griechischen wissenschaftlichen Denkens, das in Fragen der Geographie und Kosmographie eine gemäßigte Haltung einnahm und sich an der ptolemäischen geozentrischen Tradition ausrichtete. Damit reiht er sich in die zeitgenössische europäische Wissenschaft ein und schließt sich dem Lager Isaac Newtons an.

## Seine veröffentlichten Werke
- Moisiodax, Iosipos. Abhandlung über die Erziehung der Kinder / Iosipos Moisiodax. – Kozani: Institut für Buch und Lesen Kozani, 1999.
- Moisiodax, Iosipos. Apologie / Iosipos Moisiodax – herausgegeben von Alkis Angelou – Reihenherausgeber: Alkis Angelou. – Athen: Verlag „To Vivliopoleion tis Estias“, 1992.